# (100718) 1998 BR24
(100718) 1998 BR24 es un asteroide perteneciente al cinturón de asteroides descubierto el 28 de enero de 1998 por Takao Kobayashi desde el Observatorio de Ōizumi, Ōizumi, Japón.

## Designación y nombre
Designado provisionalmente como 1998 BR24.

## Características orbitales
1998 BR24 está situado a una distancia media del Sol de 2,612 ua, pudiendo alejarse hasta 3,200 ua y acercarse hasta 2,024 ua. Su excentricidad es 0,224 y la inclinación orbital 3,790 grados. Emplea 1542,43 días en completar una órbita alrededor del Sol.

## Características físicas
La magnitud absoluta de 1998 BR24 es 15,1. Tiene 2,417 km de diámetro y su albedo se estima en 0,302. 